# Sachsenhausen-Nord
Sachsenhausen-Nord, Frankfurt-Sachsenhausen-Nord – 13. dzielnica (Stadtteil) miasta Frankfurt nad Menem, w Niemczech, w kraju związkowym Hesja. Należy do okręgu administracyjnego Süd.